# Tyron Woodley
Tyron Lakent Woodley (Ferguson, Misuri, 17 de abril de 1982) es un artista marcial mixto estadounidense. Woodley fue una vez Campeón de Peso Wélter de UFC.

## Primeros años
Woodley nació y se crio en Ferguson, Misuri, una zona a pocos kilómetros de San Luis, Misuri. Es el hijo número once de los trece hijos de Sylvester y Deborah Woodley. Fue criado por su madre después de que su padre desapareciera temprano en su vida. En la escuela de secundaria estaba en el cuadro de honor cada trimestre, recibió los honores All-Conference en el fútbol, fue finalista del estado dos veces en la lucha libre terminando 48-0 y ganando un título del estado.

## Carrera en artes marciales mixtas

### Ultimate Fighting Championship
Woodley se enfrentó a Jay Hieron el 2 de febrero de 2013 en UFC 156 en su debut con la promoción en sustitución del lesionado Erick Silva. Woodley ganó la pelea por KO en solo 36 segundos de la primera ronda.
El 15 de junio de 2013, Woodley se enfrentó a Jake Shields en UFC 161. Woodley perdió la pelea por decisión dividida.
Woodley se enfrentó a Josh Koscheck en UFC 167 el 16 de noviembre de 2013. Él ganó la pelea por nocaut en la primera ronda, ganando así el premio al KO de la Noche.
Woodley se enfrentó a Carlos Condit en UFC 171. Woodley ganó la pelea por nocaut técnico cuando Condit se lesionó la rodilla.
Woodley se enfrentó a Rory MacDonald el 14 de junio de 2014 en UFC 174. Woodley perdió la pelea por decisión unánime.
El 23 de agosto de 2014, Woodley se enfrentó a Dong-hyun Kim en UFC Fight Night 48. Woodley ganó la pelea por nocaut técnico en 1 minuto. Tras el evento, Woodley obtuvo el premio a la Actuación de la Noche.
El 31 de enero de 2015, Woodley se enfrentó a Kelvin Gastelum en UFC 183. Woodley ganó la pelea por decisión unánime.
Se esperaba que Woodley enfrentara a Johny Hendricks el 3 de octubre de 2015 en UFC 192. Se anunció el 2 de octubre de 2015 que Hendricks se vio obligado a salir de la lucha debido a las complicaciones con el peso.
Después de un año y medio fuera del octágono, Woodley enfrentó al campeón de peso wélter Robbie Lawler el 30 de julio de 2016, en el evento principal del UFC 201. Ganó la pelea por nocaut a mitad de la primera ronda para proclamarse nuevo campeón de peso wélter de UFC.
Woodley hizo su primera defensa del título contra Stephen Thompson el 12 de noviembre de 2016 en UFC 205. La lucha terminó en un empate mayoritario con dos jueces anotando la pelea 47-47 y el tercero 48-47 a favor de Woodley. Sin embargo, hubo cierta confusión, ya que el resultado fue anunciado inicialmente como una victoria por decisión dividida para Woodley solo para ser corregido momentos después, cuando se anunció la decisión de un empate mayoritario, aunque con el mismo resultado del campeón Woodley reteniendo su título. El presidente de la UFC, Dana White, dijo que una revancha entre los dos tendrá lugar.
El 4 de marzo del 2017 en el evento UFC 209, Woodley defendió su título por segunda vez derrotando a Stephen Thompson por decisión mayoritaria.
Woodley defendió su título contra Demian Maia el 29 de julio de 2017 en UFC 214.
Por cuarta vez, Woodley defendió el título contra el inglés Darren Till venciéndolo por sumisión, el 8 de septiembre de 2018 en el UFC 228.
En su quinta defensa del título de peso wélter, Woodley se enfrentó a Kamaru Usman el 2 de marzo de 2019, en el evento coestelar de UFC 235. Perdió la pelea por decisión unánime, terminando su reinado de casi tres años como campeón.

## Vida personal
Está casado, tiene tres hijos y una hija. Woodley también es voluntario como entrenador asistente de  lucha libre de los pumas SIUE.
Él ha expresado su interés en que algún día abrirá un centro sin fines de lucro para jóvenes con problemas de las calles.

## Filmografía

### Televisión
| Año  | Título          | Papel    | Notas                                 |
| ---- | --------------- | -------- | ------------------------------------- |
| 2010 | Bully Beatdown  | Él mismo | Episodio: "Hair Today, Gone Tomorrow" |
| 2017 | The Night Shift | Travis   | Episodio: "Do No Harm"                |

### Cine
| Año  | Título                 | Papel    | Notas                                               |
| ---- | ---------------------- | -------- | --------------------------------------------------- |
| 2013 | Fight Life             | Él mismo | [ 17 ]                                              |
| 2015 | Straight Outta Compton | T-Bone   |                                                     |
| 2016 | Sultan                 | Tyron    | Luchador                                            |
| 2016 | Kickboxer: Vengeance   | Peleador |                                                     |
| 2016 | The Evolution of Punk  | Él mismo | Miniserie documental; apareció en el episodio final |
| 2016 | Breakout               | Skinhead |                                                     |
| 2017 | Office Uprising        | Mario    | Posproducción                                       |
| 2017 | The Favorite           | Nick     | Posproducción                                       |
| 2017 | Escape Plan 2: Hades   | Akala    |                                                     |

## Campeonatos y logros
- Ultimate Fighting Championship
  - Campeón de peso wélter de UFC (una vez)
  - KO de la Noche (una vez)
  - Actuación de la Noche (dos veces)

- Strikeforce
  - Estrella Naciente del Año (2010)

- ULTMMA
  - Prospecto del Año (2009)[19]

## Récord en artes marciales mixtas
| Resultado | Récord | Oponente         | Método                        | Evento                                          | Fecha                    | Ronda | Tiempo | Localización              | Notas                                                                |
| --------- | ------ | ---------------- | ----------------------------- | ----------------------------------------------- | ------------------------ | ----- | ------ | ------------------------- | -------------------------------------------------------------------- |
| Derrota   | 19–7–1 | Vicente Luque    | Sumisión (D’Arce choke)       | UFC 260                                         | 27 de marzo de 2021      | 1     | 3:56   | Las Vegas, Nevada.        | Pelea de la Noche.                                                   |
| Derrota   | 19–6–1 | Colby Covington  | TKO (lesión de costilla)      | UFC Fight Night: Covington vs. Woodley          | 19 de septiembre de 2020 | 5     | 1:19   | Las Vegas, Nevada         |                                                                      |
| Derrota   | 19–5–1 | Gilbert Burns    | Decisión (unánime)            | UFC on ESPN: Woodley vs. Burns                  | 30 de mayo de 2020       | 5     | 5:00   | Las Vegas, Nevada         |                                                                      |
| Derrota   | 19–4–1 | Kamaru Usman     | Decisión (unánime)            | UFC 235                                         | 2 de marzo de 2019       | 5     | 5:00   | Paradise, Nevada          | Perdió el Campeonato de Peso Wélter de UFC.                          |
| Victoria  | 19–3–1 | Darren Till      | Sumisión (D'Arce choke)       | UFC 228                                         | 8 de septiembre de 2018  | 2     | 4:19   | Dallas, Texas             | Defendió el Campeonato de Peso Wélter de UFC. Actuación de la noche. |
| Victoria  | 18–3–1 | Demian Maia      | Decisión (unánime)            | UFC 214                                         | 29 de julio de 2017      | 5     | 5:00   | Anaheim, California       | Defendió el Campeonato de Peso Wélter de UFC.                        |
| Victoria  | 17–3–1 | Stephen Thompson | Decisión (mayoritaria)        | UFC 209                                         | 4 de marzo de 2017       | 5     | 5:00   | Paradise, Nevada          | Defendió el Campeonato de Peso Wélter de UFC.                        |
| Empate    | 16–3–1 | Stephen Thompson | Empate (mayoritario)          | UFC 205                                         | 12 de noviembre de 2016  | 5     | 5:00   | New York City, New York   | Defendió el Campeonato de Peso Wélter de UFC. Pelea de la Noche.     |
| Victoria  | 16–3   | Robbie Lawler    | KO (golpes)                   | UFC 201                                         | 30 de julio de 2016      | 1     | 2:12   | Atlanta, Georgia          | Ganó el Campeonato de peso wélter de UFC; Actuación de la Noche.     |
| Victoria  | 15–3   | Kelvin Gastelum  | Decisión (unánime)            | UFC 183                                         | 31 de enero de 2015      | 3     | 5:00   | Las Vegas, Nevada         |                                                                      |
| Victoria  | 14–3   | Dong-hyun Kim    | TKO (golpes)                  | UFC Fight Night: Bisping vs. Le                 | 23 de agosto de 2014     | 1     | 1:01   | Macao                     | Actuación de la Noche.                                               |
| Derrota   | 13–3   | Rory MacDonald   | Decisión (unánime)            | UFC 174                                         | 14 de junio de 2014      | 3     | 5:00   | Vancouver                 |                                                                      |
| Victoria  | 13–2   | Carlos Condit    | TKO (lesión en la rodilla)    | UFC 171                                         | 15 de marzo de 2014      | 2     | 2:00   | Dallas, Texas             |                                                                      |
| Victoria  | 12–2   | Josh Koscheck    | KO (golpes)                   | UFC 167                                         | 16 de noviembre de 2013  | 1     | 4:38   | Las Vegas, Nevada         | KO de la Noche.                                                      |
| Derrota   | 11–2   | Jake Shields     | Decisión (dividida)           | UFC 161                                         | 15 de junio de 2013      | 3     | 5:00   | Winnipeg                  |                                                                      |
| Victoria  | 11–1   | Jay Hieron       | KO (golpes)                   | UFC 156                                         | 2 de febrero de 2013     | 1     | 0:36   | Las Vegas, Nevada         |                                                                      |
| Derrota   | 10–1   | Nate Marquardt   | KO (codazos y golpes)         | Strikeforce: Rockhold vs. Kennedy               | 14 de julio de 2012      | 4     | 1:39   | Portland, Oregón          | Por el Campeonato Vacante de Peso Wélter de Strikeforce.             |
| Victoria  | 10–0   | Jordan Mein      | Decisión (unánime)            | Strikeforce: Rockhold vs. Jardine               | 7 de enero de 2012       | 3     | 5:00   | Las Vegas, Nevada         |                                                                      |
| Victoria  | 9–0    | Paul Daley       | Decisión (unánime)            | Strikeforce: Fedor vs. Henderson                | 30 de julio de 2011      | 3     | 5:00   | Hoffman Estates, Illinois |                                                                      |
| Victoria  | 8–0    | Tarec Saffiedine | Decisión (unánime)            | Strikeforce Challengers: Woodley vs. Saffiedine | 7 de enero de 2011       | 3     | 5:00   | Nashville, Tennessee      |                                                                      |
| Victoria  | 7–0    | André Galvão     | TKO (golpes)                  | Strikeforce: Diaz vs. Noons II                  | 9 de octubre de 2010     | 1     | 1:48   | San José, California      |                                                                      |
| Victoria  | 6–0    | Nathan Coy       | Decisión (unánime)            | Strikeforce Challengers: Lindland vs. Casey     | 21 de mayo de 2010       | 3     | 5:00   | Portland, Oregón          |                                                                      |
| Victoria  | 5–0    | Rudy Bears       | Sumisión (arm-triangle choke) | Strikeforce Challengers: Woodley vs. Bears      | 20 de noviembre de 2009  | 1     | 2:52   | Kansas City, Kansas       |                                                                      |
| Victoria  | 4–0    | Zach Light       | Sumisión (armbar)             | Strikeforce Challengers: Kennedy vs. Cummings   | 25 de septiembre de 2009 | 2     | 3:38   | Bixby, Oklahoma           |                                                                      |
| Victoria  | 3–0    | Salvador Woods   | Sumisión (D'arce choke)       | Strikeforce: Lawler vs. Shields                 | 6 de junio de 2009       | 1     | 4:20   | San Luis, Misuri          |                                                                      |
| Victoria  | 2–0    | Jeff Carstens    | Sumisión (rear-naked choke)   | Respect Is Earned: Brotherly Love Brawl         | 30 de abril de 2009      | 1     | 0:48   | Oaks (Pensilvania)        |                                                                      |
| Victoria  | 1–0    | Steve Schnider   | Sumisión (golpes)             | Headhunter Productions: The Patriot Act 1       | 7 de febrero de 2009     | 1     | 1:09   | Columbia, Misuri          |                                                                      |

## Récord en boxeo profesional
| No | Resultado | Récord | Oponente  | Método | Asalto, Tiempo | Fecha                   | Localización                                 | Notas                        |
| -- | --------- | ------ | --------- | ------ | -------------- | ----------------------- | -------------------------------------------- | ---------------------------- |
| 2  | Derrota   | 0-2    | Jake Paul | KO     | 6 (8) 2:12     | 18 de diciembre de 2021 | Amalie Arena, Tampa, Florida.                |                              |
| 1  | Derrota   | 0-1    | Jake Paul | SD     | 8              | 29 de agosto de 2021    | Rocket Mortgage FieldHouse, Cleveland, Ohio. | Debut Profesional de Woodley |